# Les Quatre Fils
Pour les articles homonymes, voir Four Sons (homonymie).
Pour plus de détails, voir Fiche technique et Distribution.
Les Quatre Fils (titre original : Four Sons) est un film muet américain réalisé par John Ford, sorti en 1928.
La Fox a produit un remake de ce film en 1940 : Four Sons, réalisé par Archie Mayo.

## Synopsis
Une veuve bavaroise a quatre fils, qui se trouvent engagés durant la guerre. Trois d'entre eux sont tués ; seul reste Michel. Ayant émigré aux États-Unis, il se marie, ouvre une pâtisserie, et survit à la guerre en se battant du côté des Alliés. Après la guerre, Joseph retourne en Amérique et invite sa mère à venir vivre avec lui et sa famille.

## Fiche technique
- Titre : Les Quatre Fils
- Titre original : Four Sons
- Réalisation : John Ford
  - Assistants : Edward O’Fearna[1] et R. Lee Hough
- Scénario : Philip Klein, d'après la nouvelle Grandma Bernie Learns Her Letters d'Ida Alexa Ross Wylie
- Intertitres : Katharine Hilliker, H.H. Caldwell
- Photographie : George Schneiderman et Charles G. Clarke
- Montage : Margaret Clancey
- Costumes : Kathleen Kay
- Musique : S.L. Rothafel
  - Chanson : Little Mother, paroles de Lew Pollack, musique d'Erno Rapee
- Production : William Fox
- Société de production et de distribution : Fox Film
- Pays de production :  États-Unis
- Format : noir et blanc - pellicule : 35 mm — image : 1,20:1 - Film muet sonorisé avec Western Electric Movietone sound-on-film sound system ((Movietone)
- Genre : Mélodrame
- Durée : 100 minutes
- Dates de sortie :
  - États-Unis : 13 février 1928 (première à New York)
  - France : 7 décembre 1928

## Distribution
- Margaret Mann : Mme Bernle, la mère
- James Hall : Joseph Bernle, un de ses fils
- Charles Morton : Johann Bernle, un de ses fils
- Ralph Bushman : Franz Bernle, un de ses fils
- George Meeker : Andreas Bernle, un de ses fils
- June Collyer : Annabelle Bernle
- Earle Foxe : major von Stomm
- Albert Gran : le facteur
- Frank Reicher : le maître d'école
- Archiduc Léopold d'Autriche : capitaine allemand
- Ferdinand Schumann-Heink : chirurgien
- Jack Pennick : l'ami américain de Joseph
- Wendell Phillips Franklin : James Henry
- L.J. O’Conner : aubergiste
- Hughie Mack : aubergiste
- August Tollaire : le bourgmestre
- Ruth Mix : l'amie de Johann
- Robert Parrish : un enfant
- Michael Mark : l'ordonnance de Von Stomm
- John Wayne : un officier (non crédité)

## Autour du film
- Robert Parrish et John Wayne font une courte apparition dans le film.
- Le film est le plus gros succès public de la carrière muette de Ford.
- Le film, à vocation pacifiste, présente une Allemagne idyllique plongée dans le chaos et la douleur de la guerre.
- Ford a tourné une partie des extérieurs en Bavière, à cette occasion il a découvert le cinéma expressionniste allemand. Il a également utilisé une partie des décors utilisés pour L'Aurore que F. W. Murnau avait fait construire aux studios de la Fox l'année précédente.
- L'absence de scènes d'action peut surprendre de la part de Ford. mais cela permet de recentrer l'action du film sur le mélodrame et le personnage de la mère.

## Récompenses et distinctions
- Photoplay Awards : William Fox pour le film.